# Terry Kay
Terry Kay (Royston, 10 de febrero de 1938-Athens, 12 de diciembre de 2020) fue un autor estadounidense.

## Biografía
Nació en Royston, Georgia. Quizás su libro más conocido es Bailar con el perro blanco, que se convirtió en una película para televisión del Hallmark Hall of Fame protagonizada por Hume Cronyn y Jessica Tandy.
La novela de Kay, El valle de la luz, ganó el Premio Townsend de ficción en 2004. Asimismo, ganó el premio al Autor del Año de Georgia en 1981 por After Eli y la Asociación de Bibliotecas del Sureste lo nombró Autor Destacado del Año en 1991 por To Dance with the White Dog. Ganó un premio Southern Emmy en 1990 por su guion, Run Down the Rabbit y recibió el premio Appalachian Heritage Writers en 2006. Sus libros han sido traducidos al japonés, chino, francés y griego.
Kay vivió en Athens, Georgia con su esposa. Tuvo tres hijos (Terri Kerr, Scott Kay, Heather Flury). Falleció el 12 de diciembre de 2020.

### Novelas
- El año en que se encendieron las luces (1976).
- Después de Eli (1981).
- Treinta oscuros (1984).
- Bailar con el perro blanco (1990).
- Canción de sombras (1994).
- El fugitivo (1997).
- El secuestro de Aaron Greene (1999).
- Llevando a Lottie a casa (2000).
- El valle de la luz (2003).
- El libro de Marie (2007).
- El deseo de Bogmeadow (2011).
- El séptimo espejo (2013).
- Canción del pájaro vagabundo (2014).

### Otros libros
- A quien habló el ángel: Una historia de Navidad (1991).
- Special K: La sabiduría de Terry Kay (2000).